# The Original High
The Original High – trzeci album studyjny amerykańskiego piosenkarza Adama Lamberta. Wydawnictwo ukazało się 12 czerwca 2015 roku nakładem wytwórni muzycznej Warner Bros. Records. Nad płytą pracowali tacy producenci jak: Max Martin i Shellback, duet odpowiedzialny za wcześniejszą współpracę z Lambertem, przy takich utworach, jak „Whataya Want from Me” i „If I Had You”. Pod względem muzycznym album łączy w sobie przede wszystkim muzykę synth pop. Charakteryzuje się również elementami innych gatunków muzycznych, takimi jak dance, house i funk.
Promocję albumu rozpoczęto w kwietniu 2015 roku, wraz z premierą pierwszego promującego singla – „Ghost Town”.  Kompozycja w Polsce zajęła m.in. 1. miejsce w notowaniu AirPlay – Top oraz Top – Dyskoteki. 9 października 2015 roku wydany został drugi singel, „Another Lonely Night”. 
2 marca 2016 roku album uzyskał status platynowej płyty w Polsce.

## Lista utworów
| The Original High — Edycja standardowa | The Original High — Edycja standardowa | The Original High — Edycja standardowa                                                                         | The Original High — Edycja standardowa | The Original High — Edycja standardowa |
| Nr                                     | Tytuł utworu                           | Autorzy | Produkcja                              | Długość                                |
| -------------------------------------- | -------------------------------------- | --- | -------------------------------------- | -------------------------------------- |
| 1.                                     | „Ghost Town”                           | Adam Lambert, Sterling Fox, Max Martin, Ali Payami, Tobias Karlsson                                            | Martin, Payami, Peter Carlsson         | 3:28                                   |
| 2.                                     | „The Original High”                    | Lambert, Andreas Schuller, John West, Shellback, Savan Kotecha, Mattias Larsson, Robin Fredriksson, Joe Janiak | Shellback, Mattman & Robin             | 3:26                                   |
| 3.                                     | „Another Lonely Night”                 | Lambert, Martin, Fox, Payami                                                                                   | Martin, Payami                         | 3:45                                   |
| 4.                                     | „Underground”                          | Payami, Janiak                                                                                                 | Payami, Ilya                           | 3:37                                   |
| 5.                                     | „There I Said It”                      | Lambert, Payami, Janiak                                                                                        | Payami, Carlsson                       | 4:21                                   |
| 6.                                     | „Rumors” (featuring Tove Lo)           | Lambert, Oscar Görres, Tove Lo, Shellback                                                                      | Shellback, OzGo                        | 3:45                                   |
| 7.                                     | „Evil in the Night”                    | Fox, Shellback, Kotecha, Payami, Oscar Holter                                                                  | Shellback, Holter, Payami              | 3:56                                   |
| 8.                                     | „Lucy” (featuring Brian May)           | Lambert, Payami, Freja Blomberg, Fredrik Samsson                                                               | Martin, Payami, Samsson, Carlsson      | 3:32                                   |
| 9.                                     | „Things I Didn't Say”                  | Lambert, Ilya Salmanzadeh, Holter, Kotecha, James Alan                                                         | Ilya, Holter                           | 3:58                                   |
| 10.                                    | „The Light”                            | Linus Eklöw, Tiffany Amber, Svidden, Lukas Loules                                                              | Lulou, Carlsson                        | 3:35                                   |
| 11.                                    | „Heavy Fire”                           | Lambert, Anton Rundberg, Hampus Norlander, Joakim Jarl, Elin Blom, Svidden, Julia Karlsson, Eklöw              | Svidden, Jarly, Style of Eye, Carlsson | 3:19                                   |
|                                        |                                        | |                                        | 40:42                                  |

| The Original High — Deluxe edition | The Original High — Deluxe edition | The Original High — Deluxe edition                                                                             | The Original High — Deluxe edition     | The Original High — Deluxe edition |
| Nr                                 | Tytuł utworu                       | Autorzy | Produkcja                              | Długość                            |
| ---------------------------------- | ---------------------------------- | --- | -------------------------------------- | ---------------------------------- |
| 1.                                 | „Ghost Town”                       | Adam Lambert, Sterling Fox, Max Martin, Ali Payami, Tobias Karlsson                                            | Martin, Payami, Peter Carlsson         | 3:28                               |
| 2.                                 | „The Original High”                | Lambert, Andreas Schuller, John West, Shellback, Savan Kotecha, Mattias Larsson, Robin Fredriksson, Joe Janiak | Shellback, Mattman & Robin             | 3:26                               |
| 3.                                 | „Another Lonely Night”             | Lambert, Martin, Fox, Payami                                                                                   | Martin, Payami                         | 3:45                               |
| 4.                                 | „Underground”                      | Payami, Janiak                                                                                                 | Payami, Ilya                           | 3:37                               |
| 5.                                 | „There I Said It”                  | Lambert, Payami, Janiak                                                                                        | Payami, Carlsson                       | 4:21                               |
| 6.                                 | „Rumors” (featuring Tove Lo)       | Lambert, Oscar Görres, Tove Lo, Shellback                                                                      | Shellback, OzGo                        | 3:45                               |
| 7.                                 | „Evil in the Night”                | Fox, Shellback, Kotecha, Payami, Oscar Holter                                                                  | Shellback, Holter, Payami              | 3:56                               |
| 8.                                 | „Lucy” (featuring Brian May)       | Lambert, Payami, Freja Blomberg, Fredrik Samsson                                                               | Martin, Payami, Samsson, Carlsson      | 3:32                               |
| 9.                                 | „Things I Didn't Say”              | Lambert, Ilya Salmanzadeh, Holter, Kotecha, James Alan                                                         | Ilya, Holter                           | 3:58                               |
| 10.                                | „The Light”                        | Linus Eklöw, Tiffany Amber, Svidden, Lukas Loules                                                              | Lulou, Carlsson                        | 3:35                               |
| 11.                                | „Heavy Fire”                       | Lambert, Anton Rundberg, Hampus Norlander, Joakim Jarl, Elin Blom, Svidden, Julia Karlsson, Eklöw              | Svidden, Jarly, Style of Eye, Carlsson | 3:19                               |
| 12.                                | „After Hours”                      | Lambert, Schuller, West                                                                                        | Axident                                | 2:44                               |
| 13.                                | „Shame”                            | T. Karlsson, Alan                                                                                              | T. Karlsson, Payami                    | 3:26                               |
| 14.                                | „These Boys”                       | Alan, T. Karlsson                                                                                              | T. Karlsson                            | 3:25                               |
|                                    |                                    | |                                        | 50:17                              |

## Notowania i certyfikaty
| Lista (2015)                        | Najwyższa pozycja |
| ----------------------------------- | ----------------- |
| Australia (ARIA Charts)             | 4                 |
| Austria (Ö3 Austria Top 40)         | 43                |
| Belgia (Ultratop 50 Flandria)       | 61                |
| Belgia (Ultratop 50 Walonia)        | 110               |
| Czechy (ČNS IFPI)                   | 8                 |
| Finlandia (Suomen virallinen lista) | 4                 |
| Holandia (MegaCharts)               | 10                |
| Irlandia (IRMA)                     | 41                |
| Japonia (Oricon)                    | 47                |
| Kanada (Canadian Hot 100)           | 3                 |
| Korea Południowa (Gaon)             | 39                |
| Niemcy (Media Control Charts)       | 12                |
| Nowa Zelandia (Recorded Music NZ)   | 6                 |
| Polska (OLiS)                       | 3                 |
| Republika Południowej Afryki (RISA) | 13                |
| Stany Zjednoczone (Billboard 200)   | 3                 |
| Szwajcaria (Schweizer Hitparade)    | 23                |
| Szwecja (Sverigetopplistan)         | 51                |
| Węgry (MAHASZ)                      | 4                 |
| Wielka Brytania (UK Albums Chart)   | 8                 |
| Włochy (FIMI)                       | 51                |

| Kraj          | Certyfikat      | Sprzedaż |
| ------------- | --------------- | -------- |
| Polska (ZPAV) | Platynowa płyta | 20 000+  |
| Rosja (NFPF)  | Platynowa płyta | 10 000+  |

## Historia wydania
| Kraj              | Data            | Format(y)            | Wytwórnia    | Edycja           | Źródło |
| ----------------- | --------------- | -------------------- | ------------ | ---------------- | ------ |
| Australia         | 12 czerwca 2015 | CD, digital download | Warner Bros. | Standard, deluxe | [ 36 ] |
| Stany Zjednoczone | 16 czerwca 2015 | CD, digital download | Warner Bros. | Standard, deluxe | [ 37 ] |